# Michio Kanai

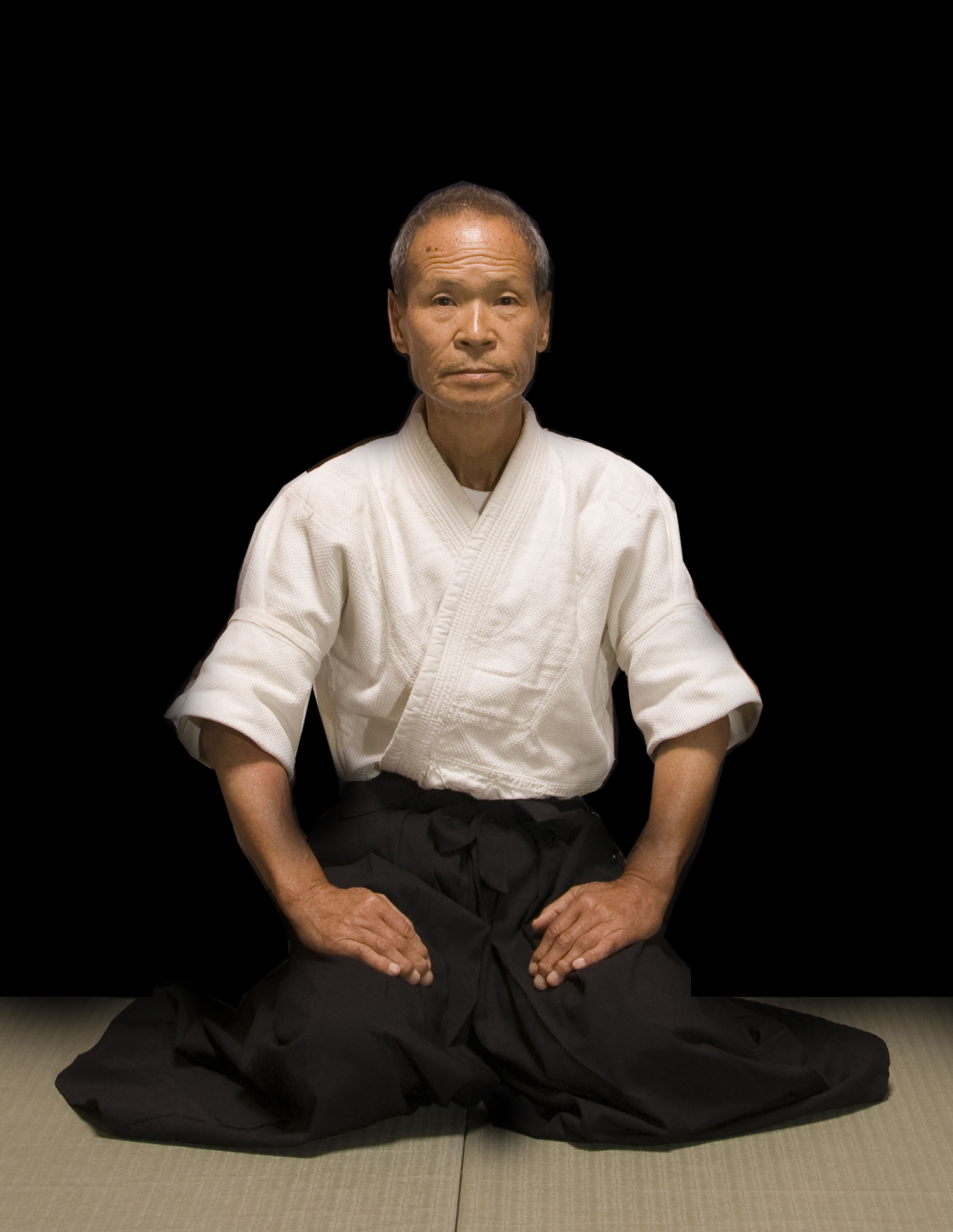
Sensei Michio Kanai

Michio Kanai (Japón, 21 de septiembre de 1940 – Lima, 9 de mayo de 2013), 5° Dan Aikikai, fue  el creador del estilo Aikido Keiten Ryu y fundador de la Asociación Aikido Keintenkai, en Lima, Perú, dedicándose durante 30 años a difundir y desarrollar el Aikido en este país.
Sensei Michio Kanai descubrió el Aikido desde muy joven y estudió bajo la tutela de Sensei Yoshio Kuroiwa, alumno directo del fundador del Aikido O’Sensei Morihei Ueshiba.
Además del Aikido, Sensei Michio Kanai, practicó e investigó otras formas y estilos de artes marciales como el Aikijujutsu, Jiu-Jitsu, Shorinji Kempo, Iaido (combate con Katana), Jodo (combate con bastón de madera) y Kusari Fundo (arte antiguo con cadenas japonesas).
Estructuró una visión de Aikido contundente y efectivo, cuyas técnicas de defensa personal permiten definir conflictos contra uno o varios atacantes mediante la ejecución de técnicas de evasión, desequilibrio, control e inmovilización del oponente, contra ataques libres u objetos contundentes, punzantes y cortantes. 
Su estilo asume fundamentos filosóficos como el respeto y defensa de la vida, el fomento de la paz y armonía entre los hombres y entre estos y el universo. Sensei Kanai siempre buscó inculcar valores a sus estudiantes, por lo que elaboró un Dojo Kun o preceptos a seguir dentro y fuera del tatami. 
Estos conceptos no implican necesariamente la supresión de determinados tipos de técnicas y menos aún de una fundamental, como es el atemi (golpe rápido) en la aplicación de diversas técnicas.
Finalmente, se dedicó también al estudio de antiguas técnicas orientales de tratamiento de la salud, convirtiéndose en un experto en métodos de la medicina tradicional oriental como la Acupuntura, Shiatsu y Moxibustión.